# Conus magnottei
Conus magnottei é uma espécie de gastrópode do gênero Conus, pertencente à família Conidae.